# Gary Sundgren
Gary Sundgren (Vammala, 25 de outubro de 1987) é um ex-futebolista profissional sueco que atuava como defensor.

## Carreira
Gary Sundgren integrou a Seleção Sueca de Futebol na Eurocopa de 2000.